# Leslie Wormald
Leslie Graham Wormald (ur. 19 sierpnia 1890 w Maidenhead, zm. 10 lipca 1965 w Knightsbridge) – brytyjski wioślarz i oficer, złoty medalista olimpijski. 
Kształcił się w Eton College i Magdalen College Uniwersytetu Oksfordzkiego. Trzykrotnie brał udział w The Boat Race; w latach 1911, 1912 i 1913 odniósł trzy zwycięstwa z rzędu.
Wystąpił na igrzyskach olimpijskich w Sztokholmie w 1912, gdzie brytyjska osada Leander Club w składzie: Edgar Burgess, Sidney Swann, Leslie Wormald, Ewart Horsfall, James Angus Gillan, Stanley Garton, Alister Kirby, Philip Fleming i Henry Wells zdobyła złoty medal w ósemkach. W finale wyprzedzili rodaków z osady New College o 3,5 sekundy. Był to jego jedyny start olimpijski.
Po wybuchu I wojny światowej wstąpił do British Army, otrzymując przydział w Royal Field Artillery w stopniu podporucznika. Przed końcem konfliktu pełnił obowiązki majora. Odznaczony Krzyżem Wojskowym. 